# ARAS (logiciel)
 (juillet 2022).
 (avril 2023).
Si vous disposez d'ouvrages ou d'articles de référence ou si vous connaissez des sites web de qualité traitant du thème abordé ici, merci de compléter l'article en donnant les références utiles à sa vérifiabilité et en les liant à la section « Notes et références ».
Pour les articles homonymes, voir Aras.
ARAS (A Radio Automation System) est un programme libre pour l'automatisation des stations de radio. Il est composé d'un reproducteur pour exécution en arrière-plan, un reproducteur et un enregistreur. Il est configuré grâce à un fichier de configuration, un fichier de description d'horaire et un fichier de description de blocs. Un fichier de registre prend les données sur le travail du planificateur.
ARAS utilise la librairie multimédia GStreamer comme base pour la reproduction et l'enregistrement de programmes. C'est pour cela qu'il est capable de reproduire une grande variété de formats multimédia, ainsi que recevoir contenus depuis des fichiers locaux et flux à travers internet.
ARAS supporte ALSA, JACK Audio Connection Kit, OSS, OSS4 et PulseAudio. En plus, il offre la possibilité d'envoyer sa sortie comme audio PCM vers quelques fichiers ou quelques fichiers de dispositif.

## Caractéristiques
Quelques caractéristiques d'ARAS sont les suivantes:
- Reproduction d'un grand nombre de formats multimédia
- Il travaille avec ALSA, JACK Audio Connection Kit, OSS, OSS4, PulseAudio et flux PCM
- Réception de contenu depuis des fichiers ou des serveurs de flux
- Signaux horaires
- Signal d'intervalle
- Blocs composés d'un seule fichiers, une liste de reproduction, un ensemble des fichiers aléatoires, un fichiers aléatoire et deux blocs entrelacés
- Fondu de sortie dans le final des blocs
- Planification des transmissions de façon flexible ou inflexible